# Harold Keeling
Harold A. Keeling (nacido el 18 de septiembre de 1963 en New Orleans, Luisiana) es un exjugador de baloncesto estadounidense nacionalizado venezolano que disputó una temporada en la NBA, además de jugar en la liga francesa y la liga venezolana. Con 1,93 metros de estatura, jugaba en la posición de base.

## Trayectoria deportiva

### Universidad
Jugó durante cuatro temporadas con los Broncos de la Universidad de Santa Clara, en las que promedió 15,1 puntos, 4,1 rebotes y 3,0 asistencias por partido. En sus tres últimas temporadas fue incluido en el mejor quinteto de la West Coast Conference, liderando además la conferencia en balones robados en 1983 y 1985.

### Profesional
Fue elegido en la sexagésimo tercera posición del Draft de la NBA de 1985 por Dallas Mavericks, donde, tras ser rechazado en un primer momento, fichó en el mes de enero un contrato de diez días, que le fue ampliado hasta el final de la temporada. Jugó 20 partidos en los que promedió 2,2 puntos.
Tras su breve paso por la NBA, se marchó a jugar a la liga francesa, primero en el La Rochelle Basket y posteriormente en el CRO Lyon Basket, donde fue el mejor robando balones del torneo en 1992, promediando 2,7 robos por partido.
De ahí pasó a la liga venezolana, jugando en los Toros de Aragua y en los Marinos de Oriente, siendo en 1996 elegido mejor jugador del campeonato.
También destacó en Liga Nacional de Baloncesto de Venezuela, con los Refineros de Falcón en la década de los '90; equipo que ganó el campeonato de la Liga Nacional de Baloncesto de Venezuela en el año 1997, http://www.eluniversal.com/1996/11/08/dep_art_M08REF.

### Selección nacional
Keeking se nacionalizó venezolano, defendiendo la camiseta de la Selección de baloncesto de Venezuela en el Campeonato Sudamericano de Baloncesto de Bahía Blanca 1999 y Valdivia 2001, logrando en ambas la medalla de bronce.

## Estadísticas de su carrera en la NBA

### Temporada regular
| Temporada | Edad | Equipo           | Liga | P  | TIT | MIN | TC  | TCA | %TC  | 3P  | 3PA | %3P | TL  | TLA | %TL  | R.OF. | R.DEF. | REB | ASIS | ROB | TAP | PER | FP  | PTS |
| 1985-86   | 22   | Dallas Mavericks | NBA  | 20 | 0   | 3.8 | 0.9 | 2.0 | .436 | 0.0 | 0.0 |     | 0.5 | 0.7 | .714 | 0.2   | 0.2    | 0.3 | 0.5  | 0.4 | 0.0 | 0.4 | 0.5 | 2.2 |
| Total     |      |                  | NBA  | 20 | 0   | 3.8 | 0.9 | 2.0 | .436 | 0.0 | 0.0 |     | 0.5 | 0.7 | .714 | 0.2   | 0.2    | 0.3 | 0.5  | 0.4 | 0.0 | 0.4 | 0.5 | 2.2 |

### Playoffs
| Temporada | Edad | Equipo           | Liga | P | TIT | MIN | TC  | TCA | %TC | 3P  | 3PA | %3P | TL  | TLA | %TL | R.OF. | R.DEF. | REB | ASIS | ROB | TAP | PER | FP  | PTS |
| 1985-86   | 22   | Dallas Mavericks | NBA  | 1 |     | 1.0 | 0.0 | 0.0 |     | 0.0 | 0.0 |     | 0.0 | 0.0 |     | 0.0   | 0.0    | 0.0 | 0.0  | 0.0 | 0.0 | 0.0 | 0.0 | 0.0 |
| Total     |      |                  | NBA  | 1 |     | 1.0 | 0.0 | 0.0 |     | 0.0 | 0.0 |     | 0.0 | 0.0 |     | 0.0   | 0.0    | 0.0 | 0.0  | 0.0 | 0.0 | 0.0 | 0.0 | 0.0 |